# Olivia Papoli-Barawati
Olivia Papoli-Barawati (* 1995 in Osnabrück) ist eine deutsche Schauspielerin und Musicaldarstellerin.

## Leben
Papoli-Barawati besuchte von 2012 bis 2014 das Tanzgymnasium Essen-Werden. Danach absolvierte sie von 2014 bis 2017 eine Musicalausbildung an der Joop van den Ende Academy in Hamburg. Schon während dieser Zeit gastierte sie für drei Spielzeiten am Schauspielhaus Kiel. Im Jahr 2019 belegte sie bei Teresa Harder vom Coachingteam Frank Bezelt in Berlin ein Filmschauspiel- und ein Kameraseminar. Breite Bekanntheit erlangte sie mit ihrer Hauptrolle in der Fernsehserie In aller Freundschaft – Die jungen Ärzte, wo sie seit Februar 2024 eine Medizinstudentin im praktischen Jahr spielt.
Papoli-Barawati lebt in Berlin.

## Filmografie
- 2021: SOKO Potsdam (Fernsehserie, Folge Küsse in St. Tropez)
- 2023: Lang lebe der Fischfriedhof (Kurzfilm)
- 2023: Die Drei von der Müllabfuhr – Arbeit am Limit (Fernsehreihe)
- seit 2024: In aller Freundschaft – Die jungen Ärzte (Fernsehserie)

## Theater
- 2016–2018: The Full Monthy – Ganz oder Gar Nicht (Schauspielhaus Kiel)
- 2018: Don't trust the border (Kampnagel Hamburg)
- 2020–2022: Cabaret (Anhaltisches Theater Dessau)